# Farman F.60
El Farman F.60 Goliath fue un avión comercial producido por la firma Farman en 1919. Fue una de los principales aeronaves en la creación de las primeras aerolíneas y rutas comerciales en Europa después de la Primera Guerra Mundial.

## Diseño y desarrollo
El Goliath fue diseñado inicialmente en 1918 como un bombardero pesado capaz de transportar 1000 kg de bombas con un alcance de 1500 km. Era un gran biplano de construcción de madera recubierto de tela, tren de aterrizaje fijo y estaba propulsado por dos motores Salmson Z.9. Tenía una estructura simple y robusta, pero a la vez ligera. Las alas eran rectangulares con un perfil constante con alerones aerodinámicamente equilibrados montados en ambas alas superior e inferior. Las versiones de bombardeo invariablemente tenían cabinas abiertas para los artilleros en el morro y en posición dorsal, mientras que el piloto y el copiloto/navegante estaban sentados en tándem, también en cabinas abiertas.
Fue sometido a pruebas iniciales en 1918 pero, cuando la Primera Guerra Mundial llegó a su fin, Farman vio anuladas las órdenes de compra. Sin embargo, se apresuró a entender que el gran fuselaje en forma de caja del Goliath podría ser fácilmente modificado para convertirlo  en un avión de pasajeros. La aviación comercial comenzaba a desarrollarse y se encontraba necesitada de aviones especialmente diseñados para tal cometido. Con el nuevo rediseño del fuselaje, que pasó a tener un habitáculo para cuatro pasajeros en el morro y una cabina de popa para ocho, separados por una cabina abierta dedicada para los dos pilotos, el Goliath podía llevar entre 12 y 14 pasajeros. Tenía grandes ventanales para dar al pasaje una vista de los alrededores. Los motores Salmson podrían ser reemplazados por otros tipos (Renault, Lorraine) si los compradores lo deseaban. Aproximadamente fueron construidos unos sesenta F.60 Goliath. En Checoslovaquia fueron construidos otros ocho aparatos entre 1927 y 1929. 

## Historia operacional

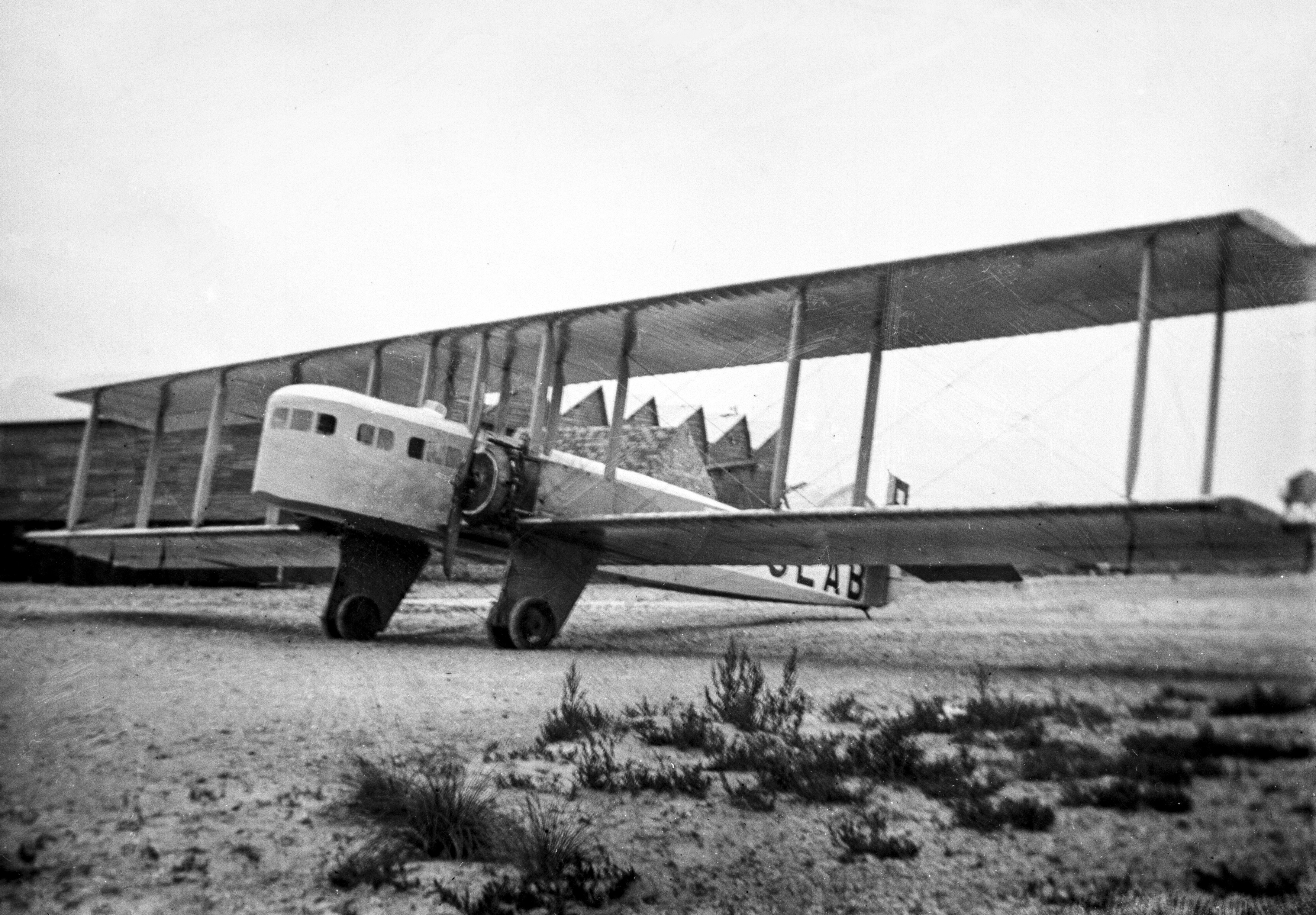
Goliath, London-Paris con fallo de motor, Le Crotoy 1921.

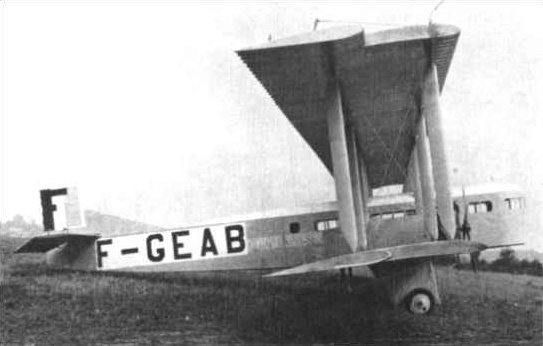
Un Farman "Goliath" con matrícula francesa.

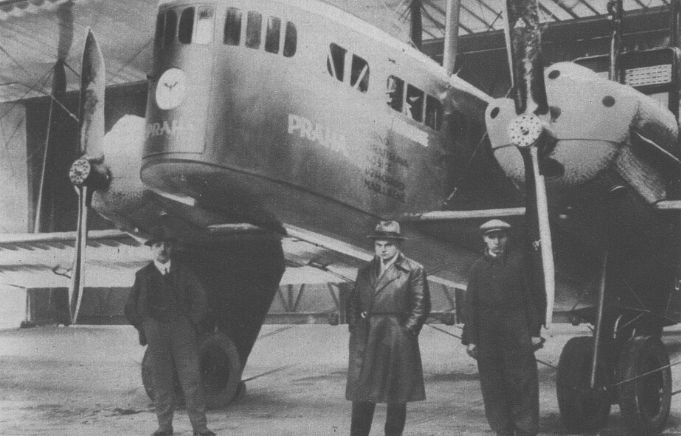
Un Farman de la Československé státní aerolinie (ČSA).

La empresa Farman actuó con rapidez y para conseguir clientes para el Goliath realizó varios vuelos promocionales. El 8 de febrero de 1919, el Goliath voló con 12 pasajeros desde Toussus-le-Noble a la base de la RAF en Kenley, cerca de Croydon, en un vuelo que duró 2 horas y media. El piloto y los pasajeros fueron bien recibidos a su llegada al Reino Unido. El vuelo de regreso se hizo al día siguiente y llevó 2 horas y 10 minutos. Se hicieron otros vuelos para dar a conocer al Goliath: el 3 de abril de 1919, 14 pasajeros fueron trasladados a una altitud de 6200 m; poco después, el 11 de agosto de 1919, un F.60 voló con ocho pasajeros y una tonelada de suministros en la ruta París-Casablanca-Mogador-Koufa, volando a más de 4500 km.
La primera línea aérea en operar en América fue obra del empresario colombiano Guillermo Echavarría Misas, hijo del fundador de la empresa textil Coltejer, Alejandro Echavarría Isaza, quien, junto a doce accionistas, fundó el 26 de septiembre de 1919 la Compañía Colombiana de Navegación Aérea (CCNA), primera en operar comercialmente en el país (incluso la segunda en el mundo). La firma inició operaciones con un Farman F.60 y tres F.40, adelantándose dos meses a la creación de la Sociedad Colombo Alemana de Transportes Aéreos SCADTA, que se convertiría en la actual Avianca.
Las primeras aerolíneas, que aparecían muy rápidamente por toda Europa, se apresuraron a adquirir el F.60. En 1920, la Compagnie des Grands Exprés Aériens (CGEA) comenzó la programación de vuelos regulares entre Le Bourget y Croydon. La Compagnie des Messageries Aériennes (CMA) pronto siguió su ejemplo. La Société Générale de Transports Aérien (SGTA) abrió una ruta París-Bruselas en julio de 1920, usando el Goliath. En mayo de 1921, esta ruta se amplió a Ámsterdam. La aerolínea belga Société Nationale pour l'Etude des Transports Aériens (SNETA) también abrió una ruta Bruselas-Londres en abril de 1921. Tres años después, a raíz de una exposición internacional en Praga, el Ministerio de Fomento checoslovaco compró para la aerolínea Československé státní aerolinie (ČSA) un ejemplar del Farman F.62. A partir de 1925, nuevos Goliath fueron construidos bajo licencia en Checoslovaquia por las fábricas Avia y Letov, que recibieron un contrato de construcción de cuatro unidades cada una de ellas. Los siete primeros estaban propulsados por motores en línea Lorraine-Dietrich, que fueron construidos bajo licencia por la firma Laurin & Klement; el octavo, construido por Letov, fue motorizado con motores radiales Walter Jupiter IV de 309 kW.
Farman continuó en paralelo el desarrollo de la versión militar del F.60. Fueron construidos 36 bombarderos F.60 Bn.2 (con motores Salmson y proas recortadas hacia abajo) que prestaron servicio con los Regimientos Aéreos 21.º y 22.º, mientras que otros 24 F.60 (equipados con motor Jupiter) operaron con las escuadrillas navales 6R1, 6B1 y 6B2; a estos últimos ejemplares se les podían montar flotadores dobles (con flotadores estabilizadores bajo las alas inferiores) como una alternativa al tren de aterrizaje de tipo rueda normal. Más adelante, el Ejército Francés compraría 42 F.63, mientras que la Marina francesa adquirió un gran lote de F.65.
La Unión Soviética compró suficientes F.62 como para equipar dos agrupaciones que formaron el embrión de su nueva fuerza de bombarderos pesados. Japón e Italia compraron un solo ejemplar cada uno para pruebas, mientras que Polonia adquirió 32 bombarderos de la versión F.68.
El 3 de diciembre de 1922, la Aeronáutica Militar española convocó un concurso para la selección de nuevos aparatos en las categorías de caza, reconocimiento y bombardeo. Las pruebas comenzaron en febrero de 1923 en el aeródromo de Cuatro Vientos de Madrid. En el apartado de bombardeo se presentó a concurso un único aparato: un Farman F.60 Goliath francés propulsado por motores Lorraine 12D de 375 hp. El concurso en dicha categoría fue declarado desierto, pero el ejemplar presentado fue adquirido, estando presente en la inauguración del aeródromo de Tablada (Sevilla) en el mes de abril. Se adquirirían otros dos Goliath, con los que se formó media escuadrilla de bombardeo pesado en dicha base. Esta unidad mantenía siempre destacado un aparato en Melilla, efectuando numerosos servicios durante la guerra del Rif. Fueron dados de baja aproximadamente hacia 1928.

## Variantes

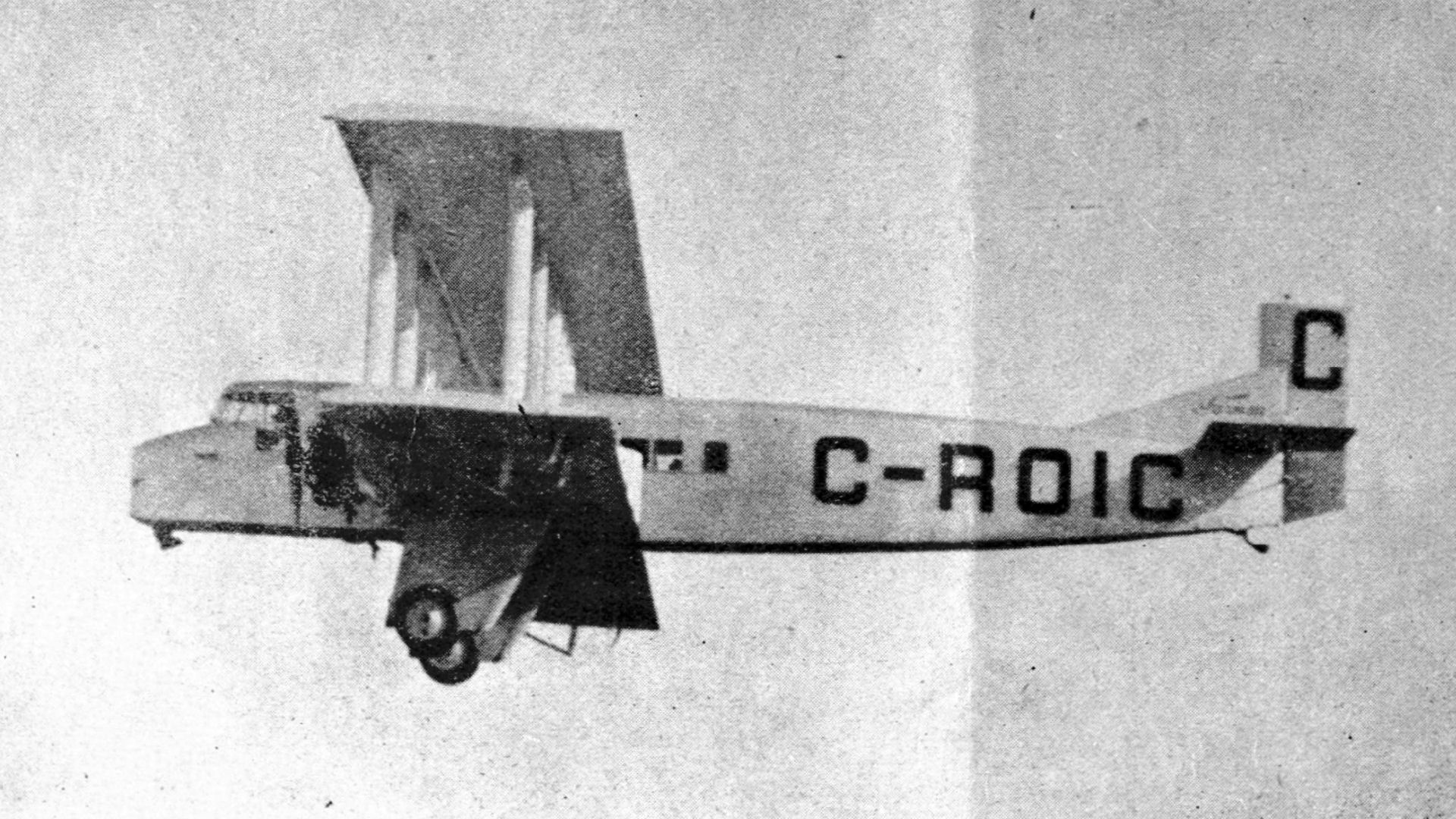
Foto del Farman F.63bis en L'Air del 15 de diciembre de 1928

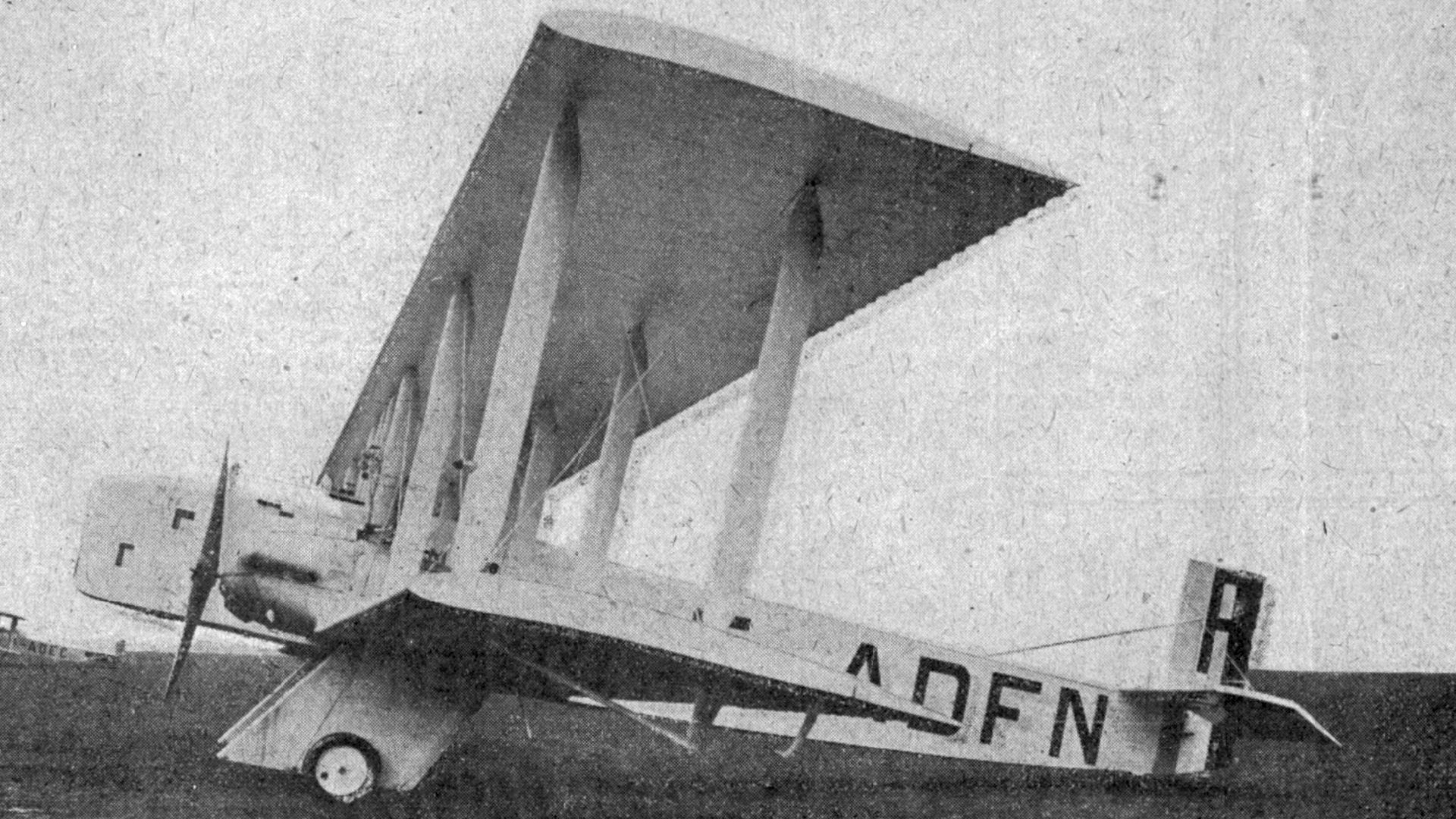
Foto del Farman F.65 Goliath en Les Ailes del 21 de abril de 1927

FF.60
Designación de los tres primeros prototipos.
F.60
Versión civil de transporte de pasajeros, propulsada por dos motores radiales Salmson CM.9 de 190 kW (260 hp), 16 construidos.
F.60bis
Esta designación fue dada a la versión de transporte, propulsada por dos motores Salmson 9Az de 220 kW (300 hp).
F.60 Bn.2
Bombardero nocturno triplaza evolucionado desde el F.60 Goliath. Estaba equipado con dos motores Salmson 9Zm de 190 kW (260 hp), y 210 ejemplares fueron entregados a las aviaciones navales y del Ejército francesas.
F.60 Torp
Hidroavión torpedero, propulsado por dos motores radiales Gnome-Rhône 9A Jupiter.
F.60M
Versión de morro romo de 1924, propulsada por dos motores Renault 12Fy de 230 kW (310 hp).
F.61
Dos aviones equipados con dos motores Renault 12Fe de 220 kW (300 hp).
F.62
Avión plusmarquista, derivado del F.60, equipado con un único Farman 12We de 370 kW (500 hp). Primer vuelo el 7 de agosto de 1925; el avión, pilotado por Landry y Drouhin, batió la plusmarca mundial en circuito cerrado de 4400 km con 45 h 11 min y 59 s.
F.62 BN.4
Versión de exportación para la Unión Soviética, propulsada por dos motores Lorraine-Dietrich V-12 de 340 kW (450 hp).
F.62 BN.5
Versión de bombardeo nocturno de 5 plazas, propulsada por dos motores Lorraine 12Db de 300 kW (400 hp).
F.63 BN.4
Similar a la versión de exportación F.62 BN.4, propulsada por dos motores radiales Gnome-Rhône 9A Jupiter de 340 kW (450 hp), 42 construidos para la Aéronautique militaire francaise.
F.63bis
Un único avión comercial, propulsado por dos motores Armstrong Siddeley Jaguar IIIA de 272 kW (365 hp). Diez más construidos, propulsados por dos motores Gnome-Rhône 9Aa Jupiter de 280 kW (380 hp).
F.63ter
Tres aviones comerciales, propulsados por dos motores Gnome-Rhône 9Aa Jupiter de 280 kW (380 hp).
F.65
Sesenta hidroaviones torpederos construidos para la Aéronautique navale, equipados con tren de aterrizaje intercambiable de flotadores o ruedas, y propulsado por dos motores Gnome-Rhône 9Aa Jupiter de 280 kW (380 hp).
F.66
Dos torpederos construidos para la Aéronautique navale, propulsados por dos motores Salmson CM.9 de 190 kW (260 hp).
F.66 BN.3
Un avión construido con un único motor Gnome-Rhône 9A Jupiter, destinado a ser exportado a Rumania.
F.68 BN.4
Treinta y dos bombarderos, propulsados por dos motores Gnome-Rhône 9Ab Jupiter de 310 kW (420 hp), exportados a Polonia.
F.140 Super Goliath
Prototipo de bombardero súper pesado, propulsado por cuatro motores W-12 Farman 12We de 370 kW (500 hp) en parejas en tándem.

## Operadores

### Civiles
Bélgica
- Société Nationale pour l'Etude des Transports Aériens (SNETA)

 Checoslovaquia
- Československé státní aerolinie (ČSA)
- Československá letecká společnost (ČLS)

 Colombia
- Compañía Colombiana de Navegación Aérea (CCNA)

 Francia
- Farman Airlines (Société Générale des Transports Aériens, SGTA)
- Compagnie des Grands Express Aériens (CGEA)
- Compagnie des Messageries Aériennes (CMA)
- Air Union

### Militares
Bélgica
- Fuerza Aérea Belga

 Checoslovaquia
- Fuerza Aérea Checoslovaca

 Reino de España
- Aeronáutica Militar

 Francia
- Aéronautique militaire
- Marine Nationale

 Reino de Italia
- Regia Aeronautica

 Perú
- Fuerza Aérea de Perú
- Marina de Guerra del Perú

 Polonia
- Wojska Lotnicze polski

 Unión Soviética
- Fuerza Aérea Soviética

## Especificaciones

### Características generales
- Tripulación: Dos
- Capacidad: 12-14 pasajeros
- Longitud: 14,7 m (48,2 ft)
- Envergadura: 26,5 m (86,9 ft)
- Altura: 5 m (16,4 ft)
- Superficie alar: 161 m² (1733 ft²)
- Peso vacío: 2500 kg (5510 lb)
- Peso máximo al despegue: 5200 kg (11 460,8 lb)
- Planta motriz: 2× motor radial 9 cilindros refrigerado por agua Salmson Z.9.
  - Potencia: 186 kW (250 HP; 253 CV) cada uno.
- Hélices: 1× hélice bipala paso fijo por motor.

### Rendimiento
- Velocidad nunca excedida (Vne): 140 km/h (87 MPH; 76 kt)
- Velocidad crucero (Vc): 120 km/h (75 MPH; 65 kt)
- Alcance: 400 km (216 nmi; 249 mi)
- Techo de vuelo: 4000 m (13 123 ft)

## Aeronaves relacionadas

### Secuencias de designación
- Secuencia F._ (interna de Farman): ← F.51 - F.56 - F.60 - F.60 Goliath - F.63 Goliath - FF.65 Sport - Moustique - F.70 -- F.166 - F.167 - F.168 - F.169 - F.170 - F.180 - F.190 →